# L: Change the World
L: Change the World – film produkcji japońskiej o ostatnich dwudziestu trzech dniach życia L, jednego z głównych bohaterów Death Note’a. Powstał na motywach mangi autorstwa Tsugumi Ōby i Takeshiego Obaty. Zdjęcia kręcono w Tokio i w Bangkoku.

## Opis fabuły
Całkowita akcja filmu rozciągnięta jest od momentu rozpoczęcia przez L'a śledztwa w sprawie Kiry do ostatniego dnia jego życia. Na początku L informuje Watari'ego że Kira na 97% znajduje się w Japonii i wyrusza tam. Pokazane są istotne fakty z filmu Death Note: Ostatnie imię: śmierć Watari'ego, spalenie przez L'a dwóch Notatników Śmierci, a także to, że L umrze za 23 dni (od wpisania jego imienia do notatnika) "cichą śmiercią".

## Obsada
- Ken'ichi Matsuyama jako L/Ryūzaki
- Erika Toda jako Misa Amane